# Intérêt d'assurance
L'intérêt d'assurance est une notion fondamentale du droit des assurances parce qu'il qualifie le contrat d'assurance et détermine la personne qui doit recevoir la prestation promise par l'assureur. Concrètement, l'intérêt d'assurance correspond à l'intérêt que l'individu a à s'assurer.

## Droit français
On trouve une définition de l'intérêt d'assurance dans l'article L. 121-6 du Code des assurances : « Toute personne ayant intérêt à la conservation d’une chose peut la faire assurer. Tout intérêt direct ou indirect à la non-réalisation d’un risque peut faire l’objet d’une assurance ».
L'intérêt d'assurance y est défini de manière négative : seul celui qui a intérêt à ce que le risque ne survienne pas (intérêt à la non-réalisation du risque) peut conclure un contrat d'assurance. C'est l'intérêt à la non-réalisation d'un incendie, d'un vol, d'une catastrophe naturelle... bref de tout événement incertain contre lequel on souhaite se prémunir : dans ce cas, le souscripteur ne joue pas avec le hasard, il cherche à s'en prémunir par la conclusion d'un contrat d'assurance. En opposition avec le pari ou le jeu, l'individu va alors spéculer sur le hasard dans l'objectif d'obtenir un gain.

## Droit québécois
En droit québécois, les règles en matière d'intérêt d'assurance sont principalement contenues dans le Code civil du Québec. Les règles d'intérêt d'assurance sont différentes en fonction de l'assurance de personnes et de l'assurance de biens.